# Doktor Kotte slår till eller Siv Olson
Doktor Kotte slår till eller Siv Olson var en revymusikal med text och musik av Hans Alfredson och Tage Danielsson. Föreställningen spelades mellan 28 december 1959 och 6 april 1960 på Idéonteatern vid Brunkebergstorg i Stockholm.

## Om revyn
Det kortare namnet passade bättre på affischerna. Revyn producerades av Knäppupp AB och var den första scenproduktionen som Hasse och Tage skrev helt och hållet. För musikarrangemanget stod Gösta Theselius, som även var kapellmästare, för regin svarade Per Edström, dekoren skapades av Yngve Gamlin och koreografin stod Erik Sjögren för.

## Medverkande (urval)
- Hans Alfredson
- Tosse Bark
- Brita Borg
- Lily Berglund (tillfälligt)
- Sigge Fürst
- Göthe Grefbo
- Allan Johansson
- Ludde Juberg
- Ilselill Larsen
- Martin Ljung
- Sven Erik Mårdstam
- Oscar Rundqvist
- Mille Schmidt
- Erik Sjögren